# Црква Лазарица (Пурће код Новог Пазара)
Црква Лазарица у Пурћу, код Новог Пазара су остаци цркве посвећене Светом Лазару. Према елементима градитељства се везује за скупину оближњих сличних храмова подигнутих у првој половини 17. века. Представља непокретно културно добро као споменик културе од великог значаја.

## Изглед цркве
Данас је обрушеног свода, једнобродне основе, са споља и изнутра полукружном апсидом у ширини брода. У унутрашњости се уочава како низ различитих, асиметрично распоређених зидних ниша и прозорских отвора, тако и веома уски пиластри који су одвајали олтарски простор од наоса. Почетак свода обележен је уским профилисаним венцем који се протеже целим обимом цркве. Међу сличним грађевинама, овде се истиче рука искусног и вичног неимара, која се огледа како у прецизности размеравања грађевине тако и кроз фино клесане, правилне тесанике употребљене за зидање. Фреске нису сачуване, а истраживачки и конзерваторски радови нису вршени.